# Frumar

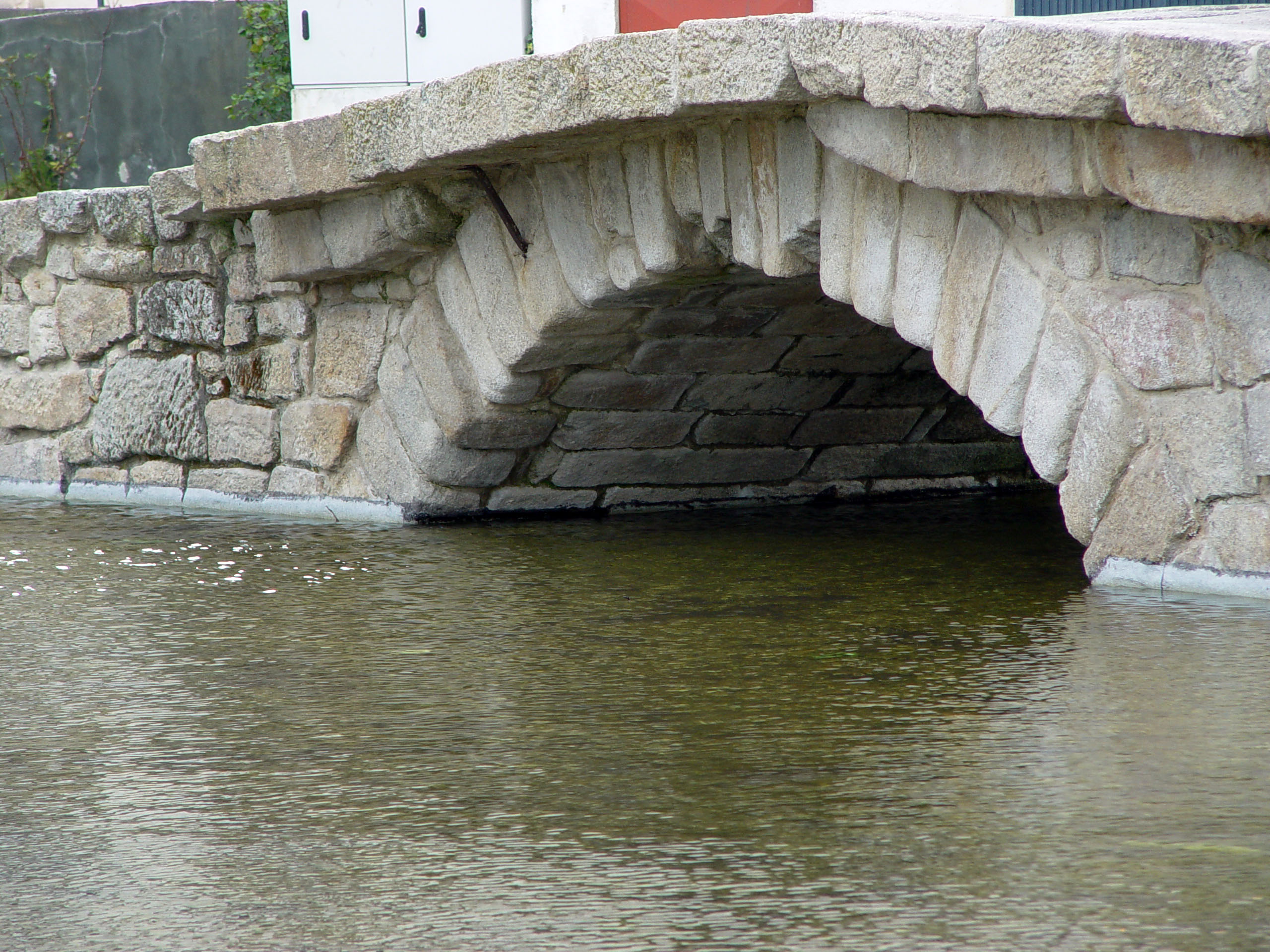
Romeinse termen in Chavez, metropool in Zuid-Galicië

Frumar was koning van het zuidelijk deel van het Suevenrijk (459 - 463). Hij beheerste de vallei van de Tamega rond het huidige Chavez en Zuid-Galicië. Zijn naam is in het Latijn Frumarius en in het Portugees, Castiliaans en Galiciaans: Frumario.

## Afkomst
Frumar was de zoon van Maldras, een Suevische koning. Volgens bisschop Hydatius uit Aquae Flaviae, tegenwoordig Chavez, waren Frumar en zijn noordelijke rivaal Richimund twee broers.

## Geschiedenis
Na de dood van koning Maldras verzwakte het centrale gezag van de Sueven. Lokale heersers als Frumar kwamen in opstand en streden onderling om de macht. Frumar eiste als sterkste opstandeling het zuidelijk deel van Galicië op. Zijn grootste tegenstander was Richimund, die het noorden beheerste. Prins Remismund de wettelijke opvolger van koning Maldras, werd door hem ver weg van de macht verwijderd. Deze laatste vocht zich nadien een weg naar de troon. Frumar was voortdurend in oorlog met elk van hen.
Frumar sloot bisschop Hydatius enkele maanden op in de gevangenis nadat deze zich schuldig had gemaakt aan opruiing tegen de macht van de Sueven in voormalig Romeins Spanje; de katholieke bisschop weerde zich specifiek tegen de ariaanse missionarissen in het volk der Sueven.

## Dood
Waarschijnlijk werd Frumar gedood door prins Remismund (463), die hiermee wraak nam voor zijn verwijdering van de troon. Remismund kreeg de steun van het buurvolk der Wisigoten in Hispania, onder leiding van Theodorik II.